# جو دكورث
جو دكورث (بالإنجليزية: Joe Duckworth)‏ هو لاعب كرة قدم أمريكية أمريكي، ولد في 31 يوليو 1921 في أورانج ‏ في الولايات المتحدة، وتوفي في 18 فبراير 2007.